# Judith Revel
Judith Revel (12 de junio de 1966) es una filósofa y traductora francesa, especialista en pensamiento francés e italiano contemporáneo.

## Biografía
Es hija del historiador y expresidente de la Escuela de Estudios Superiores en Ciencias Sociales (EHESS, por sus siglas en francés) Jacques Revel. Fue alumna de la Escuela Superior de Fontenay-Saint-Cloud, y está especializada en pensamiento francés e italiano contemporáneo. Después de doctorarse en filosofía en Italia, desarrolló su segunda tesis doctoral, titulada "Différence et discontinuité dans la pensée de Michel Foucault: langage, histoire, subjectivité" (Diferencia y discontinuidad en el pensamiento de Michel Foucault: lenguaje, historia, subjetividad) en Francia, bajo la dirección del filósofo francés Marcel Gauchet (EHESS, 2005).
Fue profesora en la Universidad de París 1 Panthéon-Sorbonne y, desde 2014, es profesora de Filosofía Contemporánea en la Universidad de París X Nanterre. Es miembro del laboratorio Sophiapol y del Centro Michel Foucault, del consejo científico del IMEC, del consejo científico del Colegio Internacional de Filosofía. Vive con su compañero, el sociólogo italiano Antonio Negri.

## Obra
Su investigación partió del pensamiento de Michel Foucault, a quien ha dedicado un diccionario, varios libros y numerosos artículos, especialmente sobre dos temas: la relación entre la filosofía del lenguaje y la literatura (desarrollada por Foucault en la década de 1960), la oposición de Foucault al idealismo, y la transición de la biopolítica a la subjetivación (desarrollada por Foucault entre finales de los 70 y principios de los 80). Está vinculada a la obra del filósofo estadounidense Arnold Davidson, con quien tiene en común un intento de actualización de los temas ético-políticos foucaultianos.
Tras los disturbios franceses de 2005, escribió un libro sobre las denominadas "banlieues" (suburbios en francés) criticando tanto los clichés que envuelven a sus habitantes como el crecimiento del racismo en la sociedad francesa. Analizó la negativa a dar valor político a lo que sucedía en los suburbios deconstruyendo imágenes racistas implícitas en los discursos públicos (la clave sería la convicción de que quien no habla el lenguaje de la representación política es necesariamente afásico, pueril o incluso animales).
Desde principios de 2010, trabaja de manera más general sobre la filosofía de la historia, y en especial sobre la forma en que una determinada práctica filosófica ha problematizado tanto su propia situación histórica como la posibilidad de intervenir en el presente. En este contexto, también trabaja sobre el uso filosófico de los archivos, especialmente a través de enseñanzas y seminarios en la EHESS. De manera más general, estudió las diferentes representaciones de la historia en el pensamiento francés desde la década de 1950.
Además, amplía su investigación sobre algunas lecturas italianas del postestructuralismo francés (opera y post-operaísmo italiano, pensamiento de Giorgio Agamben y Roberto Esposito). Finalmente, ella desarrolla una serie de tesis sobre las teorizaciones políticas en torno al antes y después de 1968 y sobre la necesaria refundación de los conceptos políticos de la modernidad, en el contexto del operaísmo italiano y más particularmente de los análisis del filósofo Toni Negri, quien también es su esposo. Se ha centrado especialmente en la noción de "común" como alternativa a la dicotomía público/privado, y sobre una ontología política del presente tendiendo puentes entre Maurice Merleau-Ponty y Michel Foucault.
- 2005 – Michel Foucault, experiencias de la pensée, Bordas. ISBN 978-2047299449.
- 2007 – Diccionario Foucault, Elipses 2007. ISBN 978-2729841799.
- 2008 – Qui a peur de la banlieue?, Bayard juventud. ISBN 978-2227477575.
- 2010 – Foucault, un pensée du discontinu, Fayard/Mille et une nuits. ISBN 978-2755501452.
- 2012 – Dictionnaire politique à l'usage des gouvernés, Bayard.
- 2015 – Un malentendu philosophique. Foucault, Derrida y l'affaire Descartes, Cultura Bayard. ISBN 978-2227487185.
- 2015 – Foucault avec Merleau-Ponty. Ontología política, présentisme et histoire, Vrin.